# Pseudophengodes flavicollis
Pseudophengodes flavicollis is een keversoort uit de familie Phengodidae. De wetenschappelijke naam van de soort is voor het eerst geldig gepubliceerd in 1824 door Leach.